# Suture pariéto-mastoïdienne
La suture pariéto-mastoïdienne est la suture crânienne entre le segment postérieur du bord inférieur de l'os pariétal et le bord supérieur de la partie pétreuse de l'os temporal.
Elle est en continuité avec la suture squameuse.